# Dubravice (Konjic)
Pour les articles homonymes, voir Dubravice.
Dubravice (en serbe cyrillique : Дубравице) est un village de Bosnie-Herzégovine. Il est situé dans la municipalité de Konjic, dans le canton d'Herzégovine-Neretva et dans la fédération de Bosnie-et-Herzégovine. Selon les premiers résultats du recensement bosnien de 2013, il compte 30 habitants.

## Démographie

### Évolution historique de la population
| 1948 | 1953 | 1961 | 1971 | 1981 | 1991 | 2013 |
| ---- | ---- | ---- | ---- | ---- | ---- | ---- |
| -    | -    | 77   | 61   | 48   | 125  | 30   |

|  |